# Jogo eletrônico de guerra

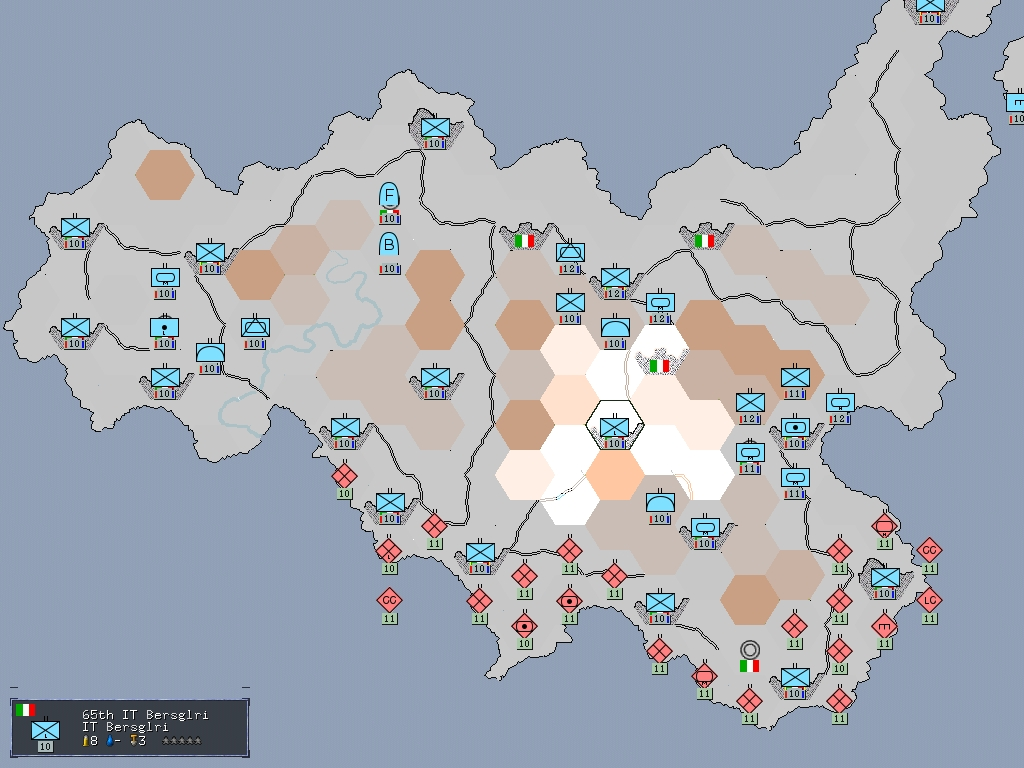
Imagem de Panzer General, jogo de guerra de 1994

Os jogos de guerra são um subgênero de jogos eletrônicos de estratégia cujos principais componentes são guerras táticas ou estratégicas em um mapa e em uma exatidão histórica sobre os fatos que são representados no jogo.
A indústria de videogames tem evoluído com referência mínima para os jogos de tabuleiro, fazendo com que o termo 'jogo de guerra' não seja usado tradicionalmente no contexto dos games. No entanto, a comunidade de jogos de guerra viu as possibilidades do jogo e investiram para entrar no mercado.
Strategic Simulations, Inc. (SSI) e Strategic Studies Group (SSG) foram empresas de games que especializaram-se em jogos que pegavam ideias de jogos de guerra de tabuleiro e de miniaturas. Obtiveram certa popularidade durante os anos 80 e no começo dos anos 90. A TalonSoft foi criada em 1995 com um propósito similar, até que foi comprada e fechada pela  Take-Two Interactive em 2002.
O direção popular do mercado atual está voltada para jogos de estratégia em tempo real como Starcraft e outros. Vale notar que estes jogos são estratégicos no sentido da jogabilidade, mas táticos no sentido militar. Estes são geralmente os jogos de alta ação que incluem um número de conveniências que melhoram a jogabilidade, mas negligenciam a realidade.